# Арджуна

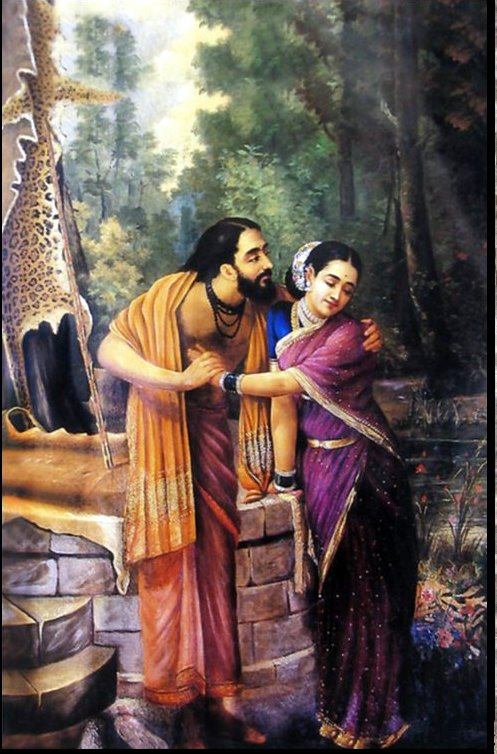
Арджуна й Субгадра

Арджуна (санскр. अर्जुन, «arjuna» — «білий, світлий») — герой «Магабгарати», одна з ключових фігур в індуїстській міфології. Також іноді називається «Дгананджая», «Ґудакеша», «Пгалґуна».
Третій із братів Пандавів, син цариці Кунті й Індри. Фактичний військовий лідер Пандавів. Учень наставника Дрони. Саме він під час сваямвари (т. зв. Вільний вибір нареченого нареченою) завойовує для себе і братів дружину, царівну Драупаді. Від Індри і Шиви отримує Астро-Відью, божественну зброю, яку згодом використовує проти Кауравів. Під час битви на полі Куру візничим («сутою») Арджуни стає Крішна. Саме Арджуні перед боєм Крішна проголошує своє вчення «Бгаґавад-Ґіту». У «Махабхараті» образи Крішни і Арджуни невіддільні один від одного, вони ототожнюються з Нарою і Нараяною, двома божественними мудрецями.
Після перемоги Арджуна від імені свого старшого брата Юдгіштгіри здійснює ашвамедгу, тобто підкорює всі навколишні землі.
Арджуна загинув під час останньої мандрівки Пандавів у Гімалаях і досяг небесного блаженства.